# Turgutlu
Turgutlu ist eine Stadtgemeinde (Belediye) im gleichnamigen Ilçe (Landkreis) der Provinz Manisa in der türkischen Ägäisregion und gleichzeitig eine Gemeinde der 2012 geschaffenen Büyükşehir Belediyesi Manisa (Großstadtgemeinde/Metropolprovinz). Seit der Gebietsreform 2013 ist die Stadt flächen- und einwohnermäßig identisch mit dem Landkreis.

## Geographie
Turgutlu liegt im Osten der Büyükşehir und grenzt intern an die Kreise/Belediye/Stadtbezirke Şehzadeler im Westen, Saruhanlı im Norden, Ahmetli im Osten sowie extern an die Provinz Izmir im Süden. Höchste Berggipfel sind Caldağı (1040 m), Çıplak Dağ und Çatma Dağ (1405 m).

## Geschichte
Die Geschichte Turgutlus geht bis auf die Antike zurück und wurde im Ersten Weltkrieg zerstört. Vor dem Krieg trug die Stadt den Namen Cassaba. Die im Stadtlogo vorhandene Jahreszahl (1872) dürfte auf das Jahr der Ernennung zur Stadtgemeinde (Belediye) hinweisen.
In den 1920er-Jahren wurden bis zu 100 Ziegeleien gegründet, die aber aus wirtschaftlichen Gründen in den nächsten Jahren ihren Betrieb eingestellt haben oder diesen einstellen werden.
Die Stadt liegt an der E 96. Bis Ankara sind es 535 km, bis Istanbul 557 km. Die 1866 eröffnete Eisenbahnstrecke verbindet Turgutlu mit Manisa, später wurde die Linie bis Afyon (über Usak) verlängert.

## Verwaltung
Turgutlu bestand bereits bei der Gründung der Republik 1923, der Kaza (Vorläufer des Kreises) hatte zur Volkszählung 1927 31.106 Einwohner, davon entfielen auf die Stadt (Şehir) 16.406  und auf die 40 Dörfer/Ortschaften 14.638 Einwohner.
(Bis) Ende 2012 bestand der Landkreis neben der Kreisstadt aus den beiden Stadtgemeinden (Belediye) Derbent und Urganlı sowie 37 Dörfern (Köy), die während der Verwaltungsreform 2013 in Mahalle (Stadtviertel/Ortsteile) überführt wurden. Die 30 bestehenden Mahalle der Kreisstadt blieben erhalten, während die Mahalle der anderen Belediye vereint und zu je einem Mahalle reduziert wurden. Durch Herabstufung dieser Belediye und der Dörfer zu Mahalle stieg deren Zahl auf 61 an. Ihnen steht ein Muhtar als oberster Beamter vor.
Ende 2020 lebten durchschnittlich 2.785 Menschen in jedem dieser Mahalle. Die bevölkerungsreichsten sind: Selvilitepe (17.145). Cumhuriyet (13.510), Ergenekon  (11.539) und Yedi Eylül (10.372 Einwohner)

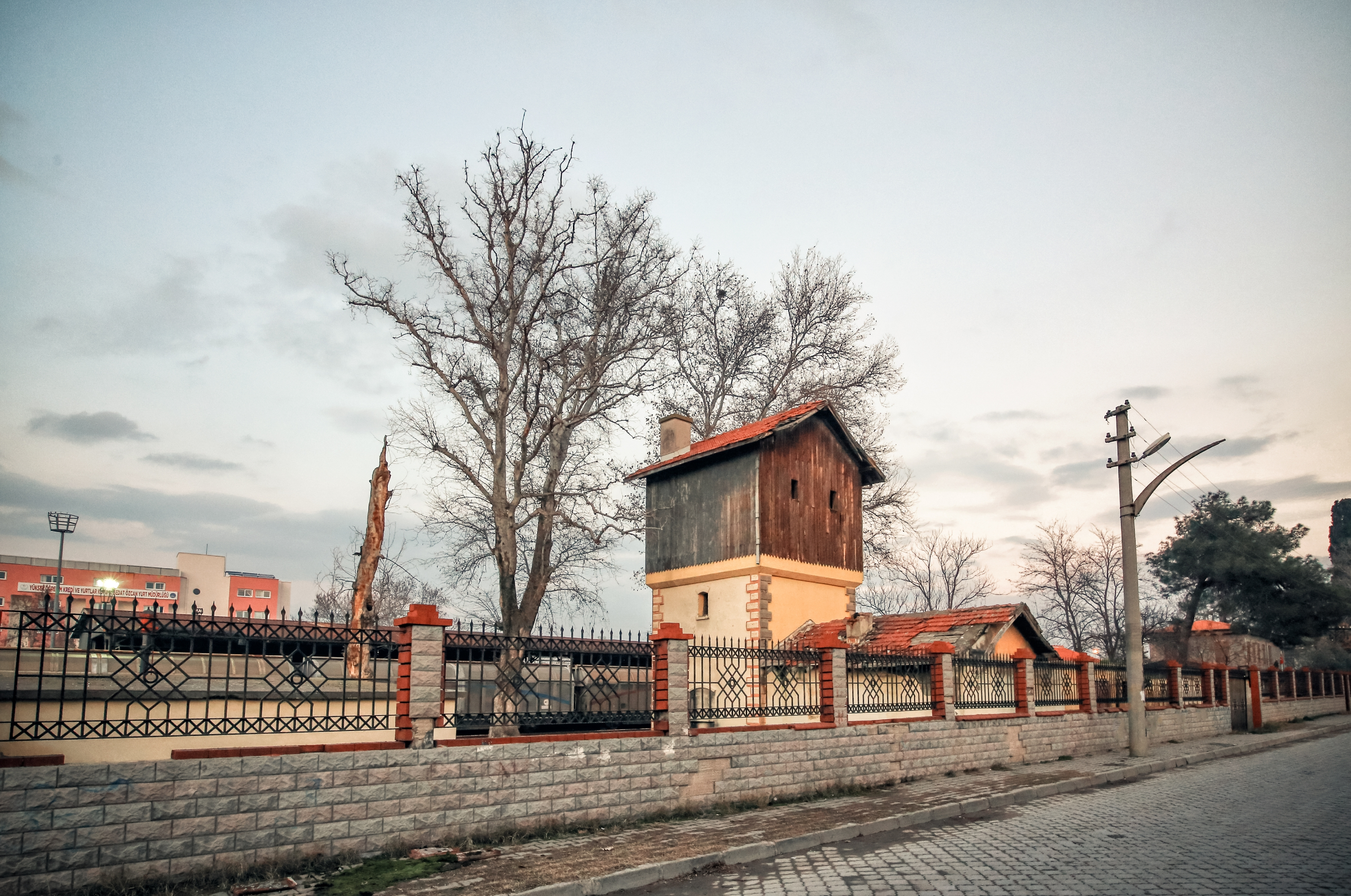
Bahnhof Turgutlu
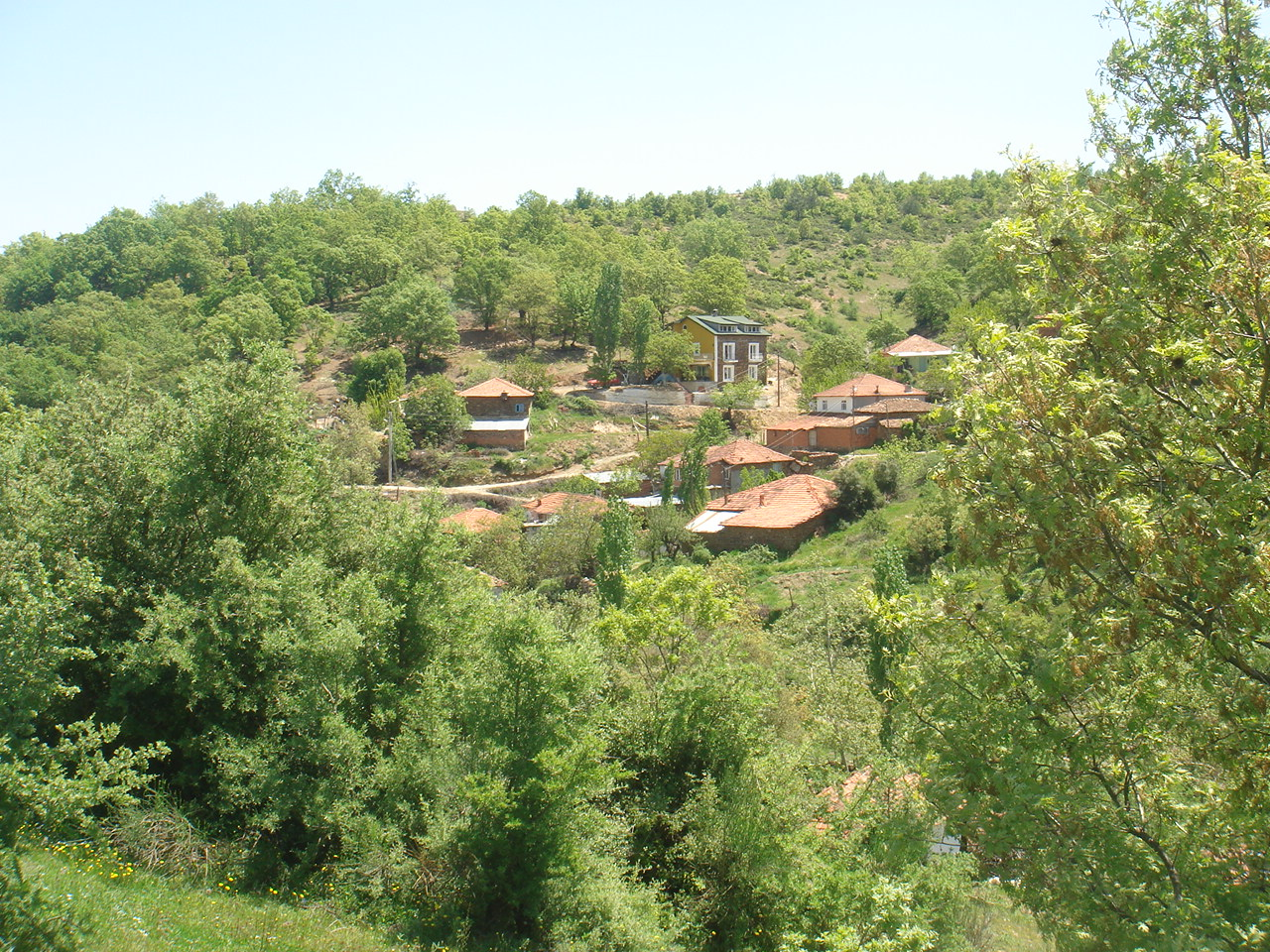
Das ehemalige Dorf Dağyeniköy

## Söhne und Töchter der Stadt
- Alberto Hemsi (* 1898; † 1975), jüdisch-italienischer Komponist und Musikethnologe
- Hilmi Özkök (* 1940), 24. Befehlshaber der türkischen Streitkräfte
- Kadriye Partici (* 1947; † 1971), Kriminelle und Hinrichtungsopfer
- İsmail Demiriz (* 1962), Fußballspieler und -trainer
- Veysel Aksu (* 1985), Fußballspieler
- Mithat Yaşar (* 1986), Fußballspieler
- Sibel Kıcıroğlu (* 1995), Handballspielerin
- İsmail Köse (* 1996), Fußballspieler
- Merve Özbolluk (* 1994), Handballspielerin